# Cronbachs alfa
Cronbachs α (alfa) is een maat voor de betrouwbaarheid van psychometrische tests of van vragenlijsten. De waarde van {\displaystyle \alpha } is een schatting voor de ondergrens van de betrouwbaarheid van de betrokken test. Om een schatting te bepalen van de betrouwbaarheid van een test zijn ten minste twee testafnames nodig. Op basis van één testafname kan Cronbachs {\displaystyle \alpha } berekend worden om zo een schatting van de ondergrens te verkrijgen. Cronbachs {\displaystyle \alpha } hangt af van het aantal items of vragen in de test, de gemiddelde covariantie tussen de items en de spreiding van de somscore.
Cronbachs {\displaystyle \alpha } is ontwikkeld door Lee Cronbach, die hem in 1951 voor het eerst gebruikte. Andere, verwante maten zijn de Kuder-Richardson Formule 20, kortweg KR-20, en lambda-2 van Guttman.
Cronbachs {\displaystyle \alpha } kan waarden aannemen van minus oneindig tot 1 (waarbij wordt opgemerkt dat alleen positieve waarden zinvol zijn). Als vuistregel wordt vaak gehanteerd dat een test of onderzoeksvragenlijst bruikbaar is bij een {\displaystyle \alpha } van 0,70 of hoger, hoewel de gebruiken verschillen per onderzoeksdiscipline. Intelligentietests hebben vaak een hogere waarde voor {\displaystyle \alpha } dan tests voor attitude of persoonlijkheid.
In de psychologie en sociologie wordt Cronbachs {\displaystyle \alpha } frequent toegepast, maar ook in andere wetenschappen is het een belangrijke maat.
Om duidelijk te maken dat Cronbachs {\displaystyle \alpha } een schatting is van de betrouwbaarheid die is gebaseerd op louter één testafname, wordt ook wel gezegd dat Cronbachs {\displaystyle \alpha } een schatting is van de interne consistentie van een instrument. Deze term wordt helaas vaak verkeerd begrepen, namelijk als indicator van constructvaliditeit of dimensionaliteit. Clustering van items is echter niet terug te zien in de waarde van {\displaystyle \alpha }, omdat er bij de berekening van {\displaystyle \alpha } gebruik wordt gemaakt van de gemiddelde covariantie. Mede daarom is het geen goede maat voor dimensionaliteit/factor structuur. Een hoge waarde van {\displaystyle \alpha } impliceert dus niet noodzakelijkerwijs dat de test enkel één construct meet. Daarom raden verschillende auteurs aan om de term interne consistentie te vermijden. Als men een uitspraak wil doen over de dimensionaliteit van een test, is het beter om factoranalyse of item respons theorie te gebruiken.

## Definitie
In de klassieke testtheorie wordt de score {\displaystyle X} op een test bepaald als het totaal van de scores {\displaystyle Y_{i}} op {\displaystyle N} afzonderlijke items:
{\displaystyle X=\sum Y_{i}=\sum T_{i}+\sum E_{i}}
De score {\displaystyle Y_{i}} op item {\displaystyle i} wordt daarin opgevat als de som van de true score {\displaystyle T_{i}} en een storingsterm, de error score, {\displaystyle E_{i}}:
{\displaystyle Y_{i}=T_{i}+E_{i}}
daarin zijn de true score en de error score ongecorreleerd, en ook worden de error scores van de verschillende items als ongecorreleerd beschouwd. Bovendien is de verwachte error score 0:
{\displaystyle \operatorname {E} (E_{i})=0}
De variantie van de totale score kan uiteengelegd worden in:
{\displaystyle \mathrm {var} (X)=\mathrm {var} \left(\sum Y_{i}\right)=\sum \mathrm {cov} (Y_{i},Y_{j})+\sum \mathrm {var} (Y_{i})=}
{\displaystyle =\sum \mathrm {cov} (T_{i},T_{j})+\sum \mathrm {var} (T_{i})+\sum \mathrm {var} (E_{i})}
De onbetrouwbaarheid in de testscore vindt z'n oorzaak in de varianties van de true scores en de error scores. Daarom kan de betrouwbaarheid worden afgemeten aan:
{\displaystyle {\frac {\mathrm {var} (X)-\sum \mathrm {var} (T_{i})-\sum \mathrm {var} (E_{i})}{\mathrm {var} (X)}}={\frac {\sum \mathrm {cov} (T_{i},T_{j})}{\mathrm {var} (X)}}=}
{\displaystyle ={\frac {\mathrm {var} (X)-\sum \mathrm {var} (Y_{i})}{\mathrm {var} (X)}}=1-{\frac {\sum \mathrm {var} (Y_{i})}{\mathrm {var} (X)}}}
Deze parameter is maximaal gelijk aan {\displaystyle (N-1)/N}. Zie ter illustratie Voorbeeld 1. Ter normering wordt de betrouwbaarheid daarom gedefinieerd als:
{\displaystyle {\frac {N}{N-1}}\left(1-{\frac {\sum \mathrm {var} (Y_{i})}{\mathrm {var} (X)}}\right)}
De waarde van de betrouwbaarheid is maximaal 1 en naar beneden onbegrensd. Het is deze parameter waarvan Cronbachs {\displaystyle \alpha } een schatting geeft.
{\displaystyle \alpha ={\frac {N}{N-1}}\left(1-{\frac {\sum _{i=1}^{N}S_{Y_{i}}^{2}}{S_{X}^{2}}}\right)},
daarin stellen de verschillende {\displaystyle S^{2}} respectievelijk de steekproefvarianties voor van de totale score {\displaystyle X} en de scores op de items {\displaystyle Y_{i}}.
Als {\displaystyle Y_{ik}} de score is van testpersoon {\displaystyle k} op item {\displaystyle i} en er zijn {\displaystyle m} testpersonen, dan zijn de benodigde formules:
{\displaystyle S_{Y_{i}}^{2}={\frac {1}{m-1}}\sum _{k=1}^{m}(Y_{ik}-Y_{i\cdot })^{2},}
waarin
{\displaystyle Y_{i\,\cdot }={\frac {1}{m}}\sum _{k=1}^{m}Y_{ik}}
de gemiddelde score op item {\displaystyle i} is,
en
{\displaystyle S_{X}^{2}={\frac {1}{m-1}}\sum _{k=1}^{m}(X_{k}-{\bar {X}})^{2},}
waarin
{\displaystyle X_{k}=\sum _{i=1}^{N}Y_{ik}}
de testscore van testpersoon {\displaystyle k} is.

## Voorbeeld
Een eenvoudig getallenvoorbeeld demonstreert de berekeningen. In de tabel staan van 3 items ({\displaystyle N=3}) de itemscores {\displaystyle y} van 5 testpersonen ({\displaystyle m=5}) en als rijsom de testscores {\displaystyle x}.
| item        | 1                     | 2                     | 3                     | rijsom            |
| ----------- | --------------------- | --------------------- | --------------------- | ----------------- |
|             | itemscore             | itemscore             | itemscore             | testscore         |
| testpersoon | {\displaystyle y_{1}} | {\displaystyle y_{2}} | {\displaystyle y_{3}} | {\displaystyle x} |
| 1           | 4                     | 3                     | 5                     | 12                |
| 2           | 2                     | 0                     | 3                     | 5                 |
| 3           | 1                     | 1                     | 2                     | 4                 |
| 4           | 3                     | 2                     | 4                     | 9                 |
| 5           | 4                     | 2                     | 3                     | 9                 |
| variantie   |                       |                       |                       | 10,70             |
| variantie   | 1,7                   | 1,3                   | 1,3                   | 4,30              |
In de onderste rijen staat de variantie {\displaystyle S_{X}^{2}=10{,}70} van de 5 testscores en de 3 varianties {\displaystyle S_{i}^{2}} van de itemscores met hun totaal {\displaystyle \sum S_{i}^{2}=4{,}30}.
Voor {\displaystyle \alpha } berekenen we dan:
{\displaystyle \alpha ={\frac {3}{2}}\left(1-{\frac {4{,}30}{10{,}70}}\right)=0{,}90}

## Gestandaardiseerde items
Als de items gestandaardiseerd zijn, dat wil zeggen met variantie 1, kan de betrouwbaarheid geschreven worden als:
{\displaystyle {\frac {N}{N-1}}{\frac {\sum \mathrm {cov} (T_{i},T_{j})}{\mathrm {var} (X)}}={\frac {N}{N-1}}{\frac {\sum \rho (T_{i},T_{j})}{N+\sum \rho (T_{i},T_{j})}}=}
{\displaystyle ={\frac {N}{N-1}}{\frac {N(N-1){\bar {\rho }}}{N+N(N-1){\bar {\rho }}}}={\frac {N\cdot {\bar {\rho }}}{1+(N-1)\cdot {\bar {\rho }}}}}
Als schatter kan dan gebruikt worden:
{\displaystyle \alpha ={\frac {N\cdot {\bar {r}}}{1+(N-1)\cdot {\bar {r}}}}}
Hierin staat {\displaystyle {\bar {r}}} voor de gemiddelde onderlinge steekproefcorrelatie tussen de items.

## Gebruik
Cronbachs {\displaystyle \alpha } kan in verschillende fasen van een onderzoek gebruikt worden.
| Onderzoeksfase | Toepassing |
| -------------- | --- |
| Vooraf         | Bij de ontwikkeling van psychometrische tests, door de test voor te leggen aan een groot aantal proefrespondenten alvorens hem in de praktijk toe te passen                                                 |
|                | Bij de ontwikkeling van een onderzoeksvragenlijst, door hem voor te leggen aan een aantal proefrespondenten alvorens het onderzoek met deze vragenlijst uit te voeren                                       |
| Tijdens        | Bij de uitvoering van een onderzoek met een onderzoeksvragenlijst, door items alsnog te verwijderen als ze bij deze onderzoeksgroep Cronbachs {\displaystyle \alpha } nadelig blijken te beïnvloeden        |
| Achteraf       | Cronbachs {\displaystyle \alpha } geeft een maat voor de betrouwbaarheid van de data. Als bijvoorbeeld een enquête willekeurig is ingevuld of data verzonnen zijn, kan dit leiden tot een lage waarde van α |